# Di-ethanolamine
Di-ethanolamine, vaak afgekort tot DEA, is een organische verbinding die zowel een secundair amine als een tweewaardig alcohol is. Bij kamertemperatuur en atmosferische druk is het een vaste stof; het smeltpunt ligt bij 28 °C. DEA is praktisch volledig mengbaar met water en heeft een ammoniakachtige geur.

## Synthese
Industrieel wordt di-ethanolamine samen met mono- en tri-ethanolamine bereid door de reactie van ethyleenoxide met ammoniak. Mono-, di- en tri-ethanolamine worden nadien gescheiden door destillatie.
De verhouding van de grondstoffen bepaalt de relatieve hoeveelheden mono-, di- en tri-ethanolamine die gevormd worden. Een overmaat ammoniak bevordert de vorming van mono-ethanolamine, een overmaat ethyleenoxide zal leiden tot een hogere verhouding di- en tri-ethanholamine.

## Toepassingen
Di-ethanolamine is een tussenproduct bij de synthese van onder meer herbiciden.
Door afsplitsing van water uit DEA met behulp van zwavelzuur kan men morfoline verkrijgen, dat op haar beurt voor de vorming van weer andere verbindingen wordt gebruikt:
Di-ethanolamine wordt (net als ethanolamine) gebruikt in de gasbehandeling van zure gasstromen uit petrochemische processen; de zure componenten (bijvoorbeeld waterstofsulfide of koolstofdioxide) worden in een scrubber uitgewassen door een waterige oplossing van het amine.
Het is een katalysator bij de productie van polyurethaanharsen.
Zouten van di-ethanolamine met vetzuren worden in cosmetischeproducten zoals shampoo, haarlak, zonnebrandcrème en zeep toegevoegd als oppervlakte-actieve stof, onder meer om de viscositeit van het product te regelen, schuimvorming te verbeteren of emulsies te stabiliseren, of als buffer. Voorbeelden (INCI-namen) van dergelijke verbindingen zijn: Stearamide DEA, Lecithinamide DEA, Lanolinamide DEA en Lauramide DEA.
Di-ethanolamine is een additief in bepaalde reinigingsproducten.

## Toxicologie en veiligheid
Di-ethanolamine is een matig sterke base. Ze reageert hevig met sterk oxiderende stoffen en sterke zuren. Di-ethanolamine tast koper, zink, aluminium en hun legeringen aan.
Di-ethanolamine kan met nitrieten het kankerverwekkende nitrosamine N-nitrosodi-ethanolamine vormen. Dit kan ook gebeuren met de zouten in cosmetica, en nitrosamines zijn aangetroffen in cosmetica. In de regelgeving van de Europese Unie betreffende cosmetica zijn daarom een aantal beperkingen opgenomen om de vorming van nitrosamines in cosmetica te voorkomen. Het maximum toegelaten gehalte aan secundair amine in cosmetische producten is 0,5% en de maximale nitrosamineconcentratie is 50 microgram/kg.
Bij proeven op muizen aan de University of North Carolina bleek dat di-ethanolamine, aangebracht op de huid van zwangere dieren, de ontwikkeling van de hersenen van de foetus beïnvloedt.